# Jüdischer Friedhof (Drážkov)
Koordinaten: 49° 38′ 7″ N, 14° 16′ 8″ O

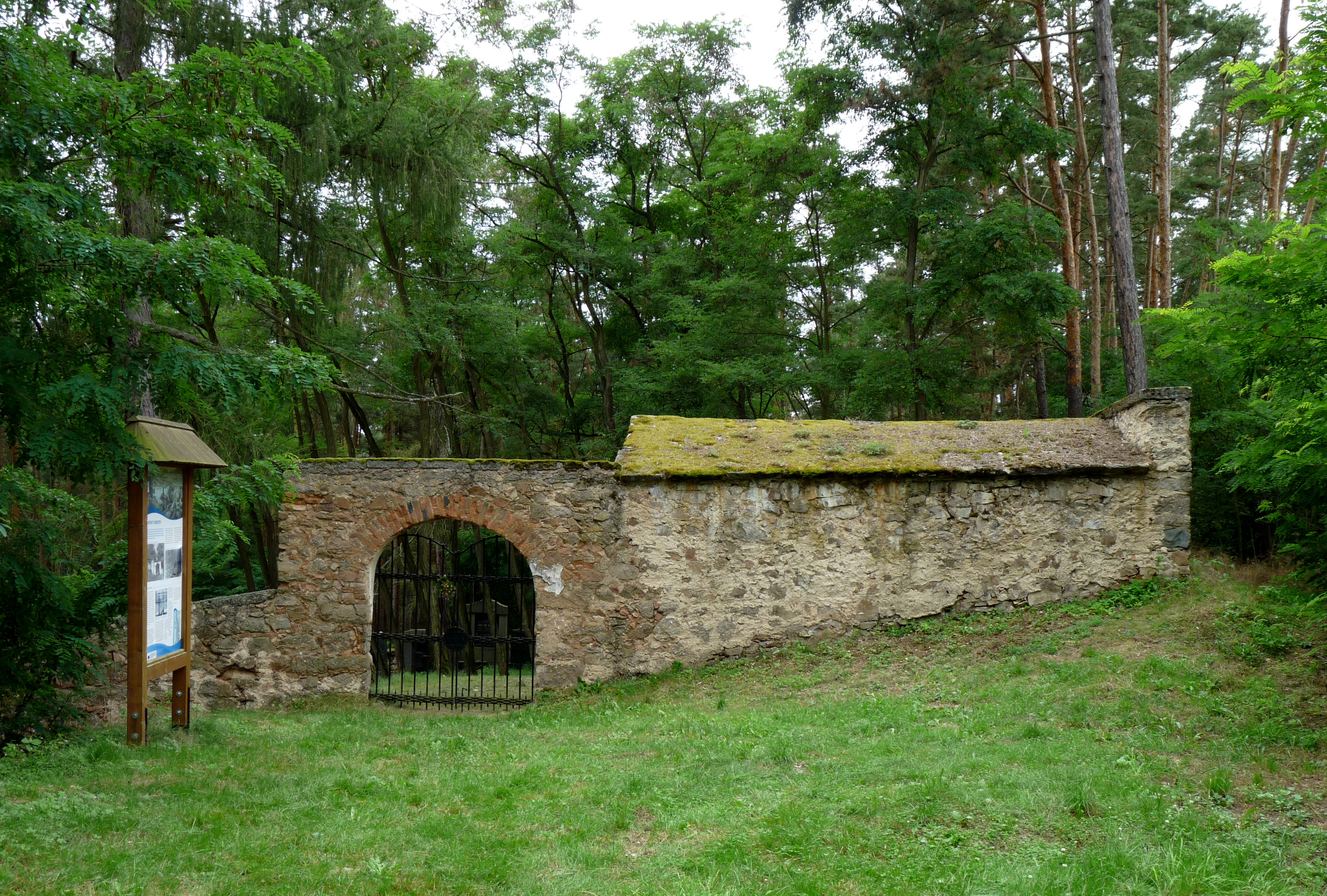
Eingang zum jüdischen Friedhof in Drážkov und rechts das Taharahaus

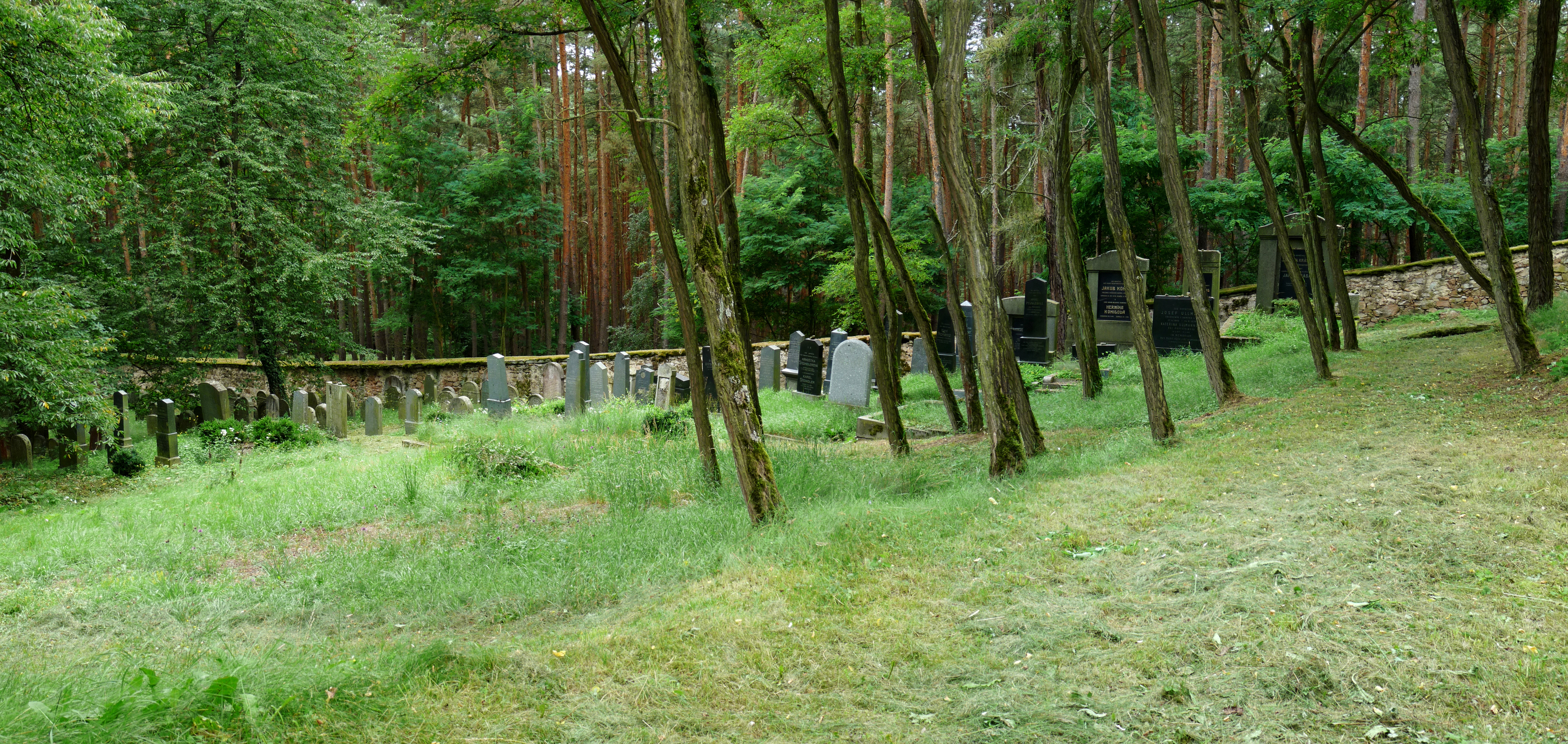
Ansicht des Friedhofs

Der Jüdische Friedhof in Drážkov (deutsch Draschkow), einem Ortsteil der Gemeinde Svatý Jan im tschechischen Okres Příbram der Region Středočeský kraj (deutsch Mittelböhmische Region), wurde im Jahr 1680 angelegt. Der jüdische Friedhof, zwei Kilometer südlich des Dorfes auf einem Hügel gelegen, ist seit 1988 ein geschütztes Kulturdenkmal.
Der älteste aufgefundene Grabstein stammt vom Ende des 17. Jahrhunderts. Der Friedhof wird von einer Bruchsteinmauer umgeben.